# 消費者機構日本
特定非営利活動法人消費者機構日本「COJ」（しょうひしゃきこうにっぽん）とは、2004年（平成16年）に設立された消費者の権利に関する日本の団体。東京都千代田区六番町15に事務局を置く。会長は中山弘子。
2016年、被害を受けた消費者に代わって提訴を行う権限のある団体（特定適格消費者団体）として消費者団体訴訟制度開始以来、初めて消費者庁に認定された。
日本から国際消費者機構に加盟する団体の一つ。